# Doris Schulz
Doris Schulz (* 15. November 1963 in Wels) ist eine österreichische Politikerin (ÖVP) und Medienfrau. Sie war von 2009 bis 2015 Abgeordnete zum Oberösterreichischen Landtag. Vom 6. Mai 2017 bis November 2019 war sie Landesleiterin der ÖVP-Frauen in Oberösterreich. Vom 9. November 2017 bis zum 29. Jänner 2020 war sie vom Oberösterreichischen Landtag entsandtes Mitglied des Österreichischen Bundesrates.

## Ausbildung und Beruf
Schulz besuchte von 1971 bis 1975 die Volksschule Wels und im Anschluss bis 1982 das Bundesrealgymnasium Wallererstraße in Wels-Neustadt. Zudem studierte sie von 1982 bis 1990 Germanistik und Geschichte an der Universität Graz. Sie schloss ihr Studium mit dem akademischen Grad Mag. phil. ab. Nach ihrem Studium absolvierte Schulz berufsbegleitende Ausbildungen beim ORF, 2005 eine Fundraising-Ausbildung am VMI Schweiz, 2009 Ausbildung zu prozessbegleitenden Moderation, 2011 den Aufsichtsrätinnen-Lehrgang des Landes OÖ an der LIMAK und 2015 die Akkreditierung zur Insights-Beraterin nach Scheelen.
Schulz begann 1986 als Redakteurin für Radio bei ORF Steiermark und Ö1 und war ab 1988 Redakteurin für Radio und Fernsehen im ORF Oberösterreich und ORF Zentrum, 3sat sowie Autorin bei mehreren Zeitschriften. Zwischen 1996 und 2001 war sie geschäftsführende Gesellschafterin, Produktionsleiterin und Chefredakteurin der Filmproduktionsfirma TEAMWORK in Leonding, wobei sie für 3sat, Pro 7, Sat.1 und RTL tätig war. Ab 2001 entwickelte sie Sendungen für TV-Magazine und verfasste ab 2003 mehrere erzählende Sachbücher.
Schulz war als Projektentwicklerin und Betreuerin für Organisationen und Vereine tätig und ist im Bereich Medienbetreuung und Coaching aktiv. 1999 wurde sie mit der Projektvorbereitung und Implementierung der "Frauen- und Mädchenberatungsstellen EVA" für die Volkshilfe OÖ der Bundesministerin für Frauenangelegenheiten beauftragt und übernahm 2000 als EU gefördertes Projekt die mehrteilige Informationsreihe "Was tut die EU für die Frauen." von der H.C. Regionalakademie.
Im Jahr 2001 übernahm Schulz die Projektleitung für das Polittraining „Mehr Frauen in die Politik“ im Auftrag des Frauenbüros Land OÖ, 1. und 2. Lehrgang, sowie das Polit-Training für Mädchen „Powerful Girls Go Politics“, seither Leitung des jährlichen Politlehrgangs der ÖVP Frauenbewegung OÖ bis 2009. Sie wurde mit der Entwicklung und Projektleitung des internationalen Mädchen-Aktionstages „Girls’ Day“ in Oberösterreich – Pilotprojektentwicklung und Betreuung 2001 und Aktionstag 2002 – „Töchter Nützen Chancen – Girls’ Day“ vom Frauenbüro des Landes OÖ beauftragt und hat den Girls’ Day bis 2004 in OÖ ausgerichtet. Von 2004 bis 2001 führte sie den Verlag Medienfrau mit Büchern zu Frauenthemen, erzählendes Sachbuch und Regionalgeschichte. 2018 entwickelte sie die Plattform www.mutmacherinnen.at anlässlich 100 Jahre Frauenwahlrecht.
Für den Familienbund OÖ übernahm sie Konzeption und Projektbetreuung für „Welser Elternschule“ im September 2003 sowie Konzeption und Projektbegleitung bis 2009 für „Talentolino“ Welser Ferienprogramm für Kinder, das sie bis 2010 begleitete und weiterentwickelte.
Von Oktober 2002 bis Jänner 2007 Mitarbeiterin der Stabsstelle Öffentlichkeitsarbeit für Diakonie – Zentrum Spattstraße, Linz.

## Publikationen
Doris Schulz war von 1992 bis 1999 ständige Mitarbeiterin der OÖ. Kulturzeitschrift „blickpunkte“ der Veritas, ständige Mitarbeiterin der Frauenzeitschrift „Welt der Frau“ seit 1995 und übernahm bis 2006 redaktionelle Arbeit für „IF – Informationen für die Frau in OÖ“, herausgegeben vom Büro für Frauenfragen des Landes OÖ.
Ab 1996 verfasst sie sozialgeschichtliche Beiträge für Jahrbuch und Mitarbeiterzeitung der Caritas der Diözese Linz, war regelmäßige Autorin für das aktuelle Geschichtsmagazin „Damals“, DVA Stuttgart und führte die 14-tägige Kolumne „Frauensache“ von 2008 bis 2014 im Magazin des Neuen Volksblatts.
Im Mai 2000 im Fram-Verlag Linz veröffentlichte sie das erzählende Sachbuch „Familien-Frauen“ als Auftakt zu einer Buchreihe, die sich mit der Situation der Frauen in Österreich nach der Jahrtausendwende beschäftigt. In dieser Reihe erschien noch im selben Jahr das Buch „Medien-Frauen“ und im Auftrag der Landwirtschaftskammer Oberösterreich das Buch über „Bäuerinnen - mit Kopf und Herz“ begleitend zur gleichnamigen Ausstellung im Rahmen der Welser Messe 2000.
Im April 2004 erscheint das neue Buch: „Elisabeth Motsch: Karriere mit Stil. Umgangsformen im Business.“ im Leykam Verlag Graz, das Schulz für Elisabeth Motsch verfasst hat und völlig neu überarbeitet 2014 unter dem Titel: „Karriere mit Stil. Top-Umgangsformen im Business.“ im Trauner Verlag Linz.
Zwischen 2006 und 2015 publizierte Doris Schulz im eigenen Verlag Medienfrau unter anderen in der Edition „MusikStars“ eine Kinderbuchreihe: „Geigenkonzert für Oma“ und „Flötenspiel mit Pannen“ unter der musikpädagogischen Begleitung von Denise Faith und mit der Illustratorin Ingrid Panholzer.
2009: Doris Schulz/Gerald Polzer: 99 Frauen.Leben.OÖ. herausgegeben „Frauen im Trend“ erschienen im Trauner Verlag Linz.
Seit 2015 ist Schulz Leiterin des Politiktrainings der OÖVP Frauen und seit 2016 Leiterin des Cross-Mentoring-Projektes mit der Business Upper Austria. Als Referentin und Vortragende mit Schwerpunkt Frauenengagement hat sie sich in Österreich einen Namen gemacht.

## Politik
Schulz war 2004–2014 Stadt- und Bezirksvorsitzende ÖVP Frauen Wels, ist stellvertretende Landesleiterin der OÖVP Frauen und war von 2008 bis 2014 Mitglied im Landesvorstand der OÖVP. Von 2008 bis 2015 war sie stellvertretende Parteiobfrau und Stellvertreterin des Wirtschaftsbundes in Wels. Von 2009 bis 2015 war sie Abgeordnete zum OÖ Landtag für die ÖVP und in den Ausschüssen Europa, Frauen und Gleichstellung sowie Kultur engagiert. 2011–2016 war Doris Schulz Aufsichtsratsvorsitzende Messe Wels GmbH und Messepräsidentin der größten Messegesellschaft Österreichs. Ab Mai 2017 war sie Landesleiterin der ÖVP Frauen Oberösterreich. Im November 2019 legte sie diese Funktion zurück, vom Vorstand wurde ihre erste Stellvertreterin Elisabeth Spitzenberger zur interimistischen Landesleiterin gewählt.
Ehrenamtlich engagiert sich Doris Schulz u. a. 2001–2004 Gründerin und Sprecherin des Frauennetzwerkes im OÖ Presseclub, 2004–2016 Vorsitzende Aktion Leben OÖ, seit 2006 stellvertretende Landesleiterin OÖVP Frauen und war 2010–2016 Vorsitzende Verein Alleinerziehend. Sie ist im Vorstand des Frauenhaus Wels, des Vfq – Verein zur Qualifizierung von Frauen in Linz und im CSR-Dialogforum. Als engagierte Soroptimistin ist sie Mitglied und 1. Vizepräsidentin im Soroptimist Club Wels.
Nach der Nationalratswahl 2017 wechselte der oberösterreichische Bundesrat Klaus Fürlinger in den Nationalrat, daher wurde Doris Schulz vom oberösterreichischen Landtag in die Länderkammer entsandt. Das Bundesrats-Mandat fiel eigentlich dem Oberneukirchner Bürgermeister Josef Rathgeb zu, dieser verzichtete allerdings.
Im November 2019 wurde bekannt, dass sie mit der Landtagssitzung am 30. Jänner 2020 von Judith Ringer als Bundesrätin abgelöst werden soll.

## Auszeichnungen
- 2016: Silbernes Ehrenzeichen des Landes Oberösterreich[6]
- 2016: Silbernes Ehrenzeichen der Stadt Wels.
- 2018: Ehrenpräsidentin der Messe Wels GmbH.